# 喜多條忠
喜多條 忠（きたじょう まこと、1947年〈昭和22年〉10月24日 - 2021年〈令和3年〉11月22日）は、日本の作詞家、小説家。一時期は喜多条 忠の表記を使用していた。

## 来歴
大阪府出身。実家は昆布屋。大阪市立菅南中学校、大阪府立春日丘高等学校卒、早稲田大学中退。
大学中退の頃から文化放送にて台本を担当。放送局で出会った南こうせつに依頼され、作詞を行うようになった。1973年、自身の学生時代の体験を元に書いた『神田川』が大ヒットした。かぐや姫には三部作『神田川』『赤ちょうちん』『妹』を提供している。
その後も、 梓みちよ『メランコリー』、キャンディーズ『暑中お見舞い申し上げます』、柏原芳恵『ハロー・グッバイ』などのヒットを放つ。
2013年には、島倉千代子の最後の楽曲『からたちの小径』を手掛けた。2017年、伍代夏子の『肱川あらし』で第50回日本作詩大賞を受賞。作詞やコラム・小説などの執筆活動に従事した。日本作詩家協会会長、並びにJASRAC理事を務めた。
2021年11月22日6時、肺がんのため横浜市内の自宅で家族に見守られながら死去。74歳没。
2022年10月に、神奈川県の鎌倉霊園の27区に墳墓が建てられた。

## 人物
競艇が趣味で、野中和夫を始めとした選手との交流がある。『競艇マクール』などにコラムを連載していた。またスポーツ新聞に自らの予想を掲載したり、ビッグレース等のテレビ中継ではゲストに呼ばれるなど、ボートレース評論家としても活動した。
猫を飼っており、その猫を主役にして『女房逃ゲレバ猫マデモ』という小説を書いていた。
また漫画家のくるねこ大和とも親交が深く、くるねこの描く漫画に猫と妻と共に何度か登場している。
男性歌手への提供曲には横文字のない作品が多いが、女性歌手の作品には横文字が出てくるものが多い。
娘と息子がおり、息子の喜多條由佑はファッションデザイナーとして知られている。

## 作品
- 秋元順子
  - 「愛鍵」
  - 「いちばん素敵な港町」
  - 「なぎさ橋から」
  - 「帰れない夜のバラード」
  - 「たそがれ坂の二日月」
- アグネス・チャン
  - 「ハロー・グッドバイ」
    - 讃岐裕子、次いで柏原よしえ（現：柏原芳恵）が「ハロー・グッバイ」としてカバー
- 麻丘めぐみ
  - 「ねえ」
- 梓みちよ
  - 「メランコリー」
- 石川さゆり
  - 「恋しゅうて」
  - 「紫蘭の花」
  - 「夫婦人情」
  - 「女人荒野」
- いしだあゆみ
  - 「港・坂道・異人館」
- 五木ひろし
  - 「蟬時雨」
  - 「港・ひとり唄」
  - 「橋場の渡し」
  - 「凍て鶴」
- 出光仁美
  - 「おんな七厘･神楽坂」
  - 「一本道」
  - 「男 安兵衛･喧嘩花」
- 岩崎宏美
  - 「悲しみのほとり」
- 丘みどり
  - 「白山雪舞い」
- 小田純平
  - 「恋まくら」
  - 「250パーセントの愛でつつんで」
- 鳳しん也
  - 「博多恋橋」
- 小野寺昭
  - 「愛」
- かぐや姫
  - 「マキシーのために」（作詞デビュー作。大学紛争で活躍した女性活動家で紛争終了後自殺した知人について作詞した）
  - 「神田川」（ミリオンセラー。大学時代の同棲生活をもとに作詞した）[13]
  - 「赤ちょうちん」
  - 「妹」
- 春日八郎
  - 「さよなら宗谷/海に歌えば」
- 風
  - 「星空」
- 柏原芳恵
  - 「ハロー・グッバイ」
  - 「ロンリー・バースデイ」
- 狩人
  - 「白馬山麓」
- 北川大介
  - 「みちのく」
  - 「雪割りの花」
  - 「横濱の踊り子」
- 北川大介・竹川美子
  - 「伊豆の国音頭」
- 岸田敏志
  - 「はーばー・れいん」
- 木之元亮
  - 「都会の潮騒」
- キャンディーズ
  - 「やさしい悪魔」
  - 「暑中お見舞い申し上げます」
  - 「アン・ドゥ・トロワ」
- 伍代夏子
  - 「霧笛橋」
  - 「海峡の宿」
  - 「肱川あらし」
- 小林幸子
  - 「ひと晩泊めてね」
- 小柳ルミ子
  - 「ひとり囃子」
  - 「みだれ髪」
- 真田広之
  - 「砂漠の都会に」
- 沢田研二
  - 「ロンリー・ウルフ」
- 三條正人
  - 「あきらめて京都」
- 島倉千代子
  - 「からたちの小径」（南こうせつとの共作）
- 清水由貴子
  - 「言問橋」
- 島津亜矢
  - 「夏つばき」
- ジャンボ鶴田
  - 「ローリング・ドリーマー」
- SHŌGUN
  - 「男達のメロディー」
- 純烈
  - 「愛でしばりたい」
- ダ・カーポ
  - 「クリーム色の電車に乗って」
- 城之内早苗
  - 「泣き砂 海風」
  - 「豆桜」
  - 「酔月夜」
- 千昌夫
  - 「さよなら三角また来て四角」
  - 「いっぽんの松」
- 鳥羽一郎
  - 「しぐれ旅」
- 中村雅俊
  - 「いつか街で会ったなら」
- 中村美律子
  - 「下津井･お滝･まだかな橋」
  - 「かぼちゃの花」
- 西川きよし
  - 「子供が3人おりますねん」
- 西崎みどり
  - 「流星」（『新・必殺仕舞人』主題歌）
- 西田あい
  - 「ときめきカフェテラス」
- 野口五郎
  - 「風の駅」
- 能瀬慶子
  - 「アテンション・プリーズ」
- 松坂慶子
  - 「やさしさの季節」（NHK『ラジオ深夜便』挿入歌）
- 松村和子
  - 「えいやさコルトン」（ニッケコルトンプラザ「コルトン盆踊り」オリジナル曲）[14]
- 南こうせつ
  - 「今日は雨」
  - 「旅立つ想い」
  - 「元気でね」
- 都はるみ
  - 「大阪ふたり雨」
  - 「エリカの花咲く頃に」
- 三山ひろし
  - 「北のおんな町」
  - 「望郷山河」
- 森進一
  - 「夜行列車」
  - 「雪よおまえは」
- 山内恵介
  - 「スポットライト」
- 山田パンダ
  - 「風の街」
- 吉田拓郎
  - 「風の街」
- 吉幾三
  - 「男酔い」

その他多数
喜多條忠作詞の歌詞一覧リスト

## 著書
- 『神田川』（1974年、新書館）
- 『この街で君と出会い』（1975年、立風書房）ISBN 978-0095975285
- 『会うたびに忘れないでといってた君がサヨナラといった』
- 『ホーキを忘れた魔女達～ロン・パリ女性論』（1979年、立風書房）
- 『女房逃ゲレバ猫マデモ』
  - 2008年10月、幻戯書房 ISBN 978-4-901998-37-6
  - 2015年5月15日、ハルキ文庫 ISBN 978-4-7584-3896-4[15]
- 喜多條忠(編集)『ちょっと長い関係のブルース - 君は浅川マキを聴いたか』2011年、有楽出版社、